# Katholisches Krankenhaus Erfurt

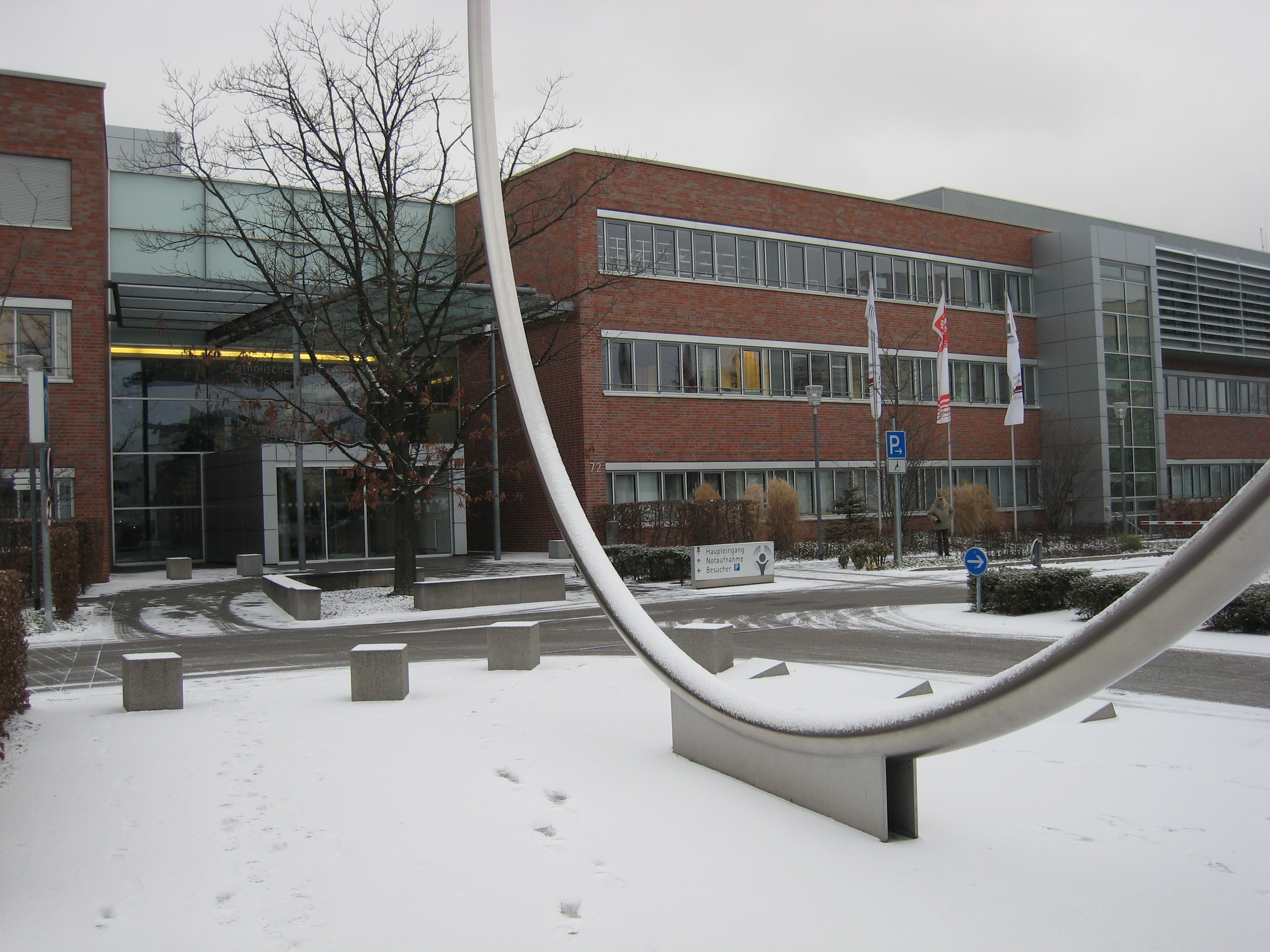
Katholisches Krankenhaus, Eingangsbereich mit Skulptur von Hellmut Bruch

Das Katholische Krankenhaus „St. Johann Nepomuk“ Erfurt ist ein Krankenhaus in Erfurt. Von Mitte des 19. Jahrhunderts bis 2003 hatte es seinen Standort in der Innenstadt an der Kartäuserstraße und Puschkinstraße. Seit 2003 Befindet sich das Katholische Krankenhaus in einem für 420 Betten ausgelegten Neubau im Erfurter Ortsteil Melchendorf. Es ist Akademisches Lehrkrankenhaus des Universitätsklinikums Jena.

## Geschichte

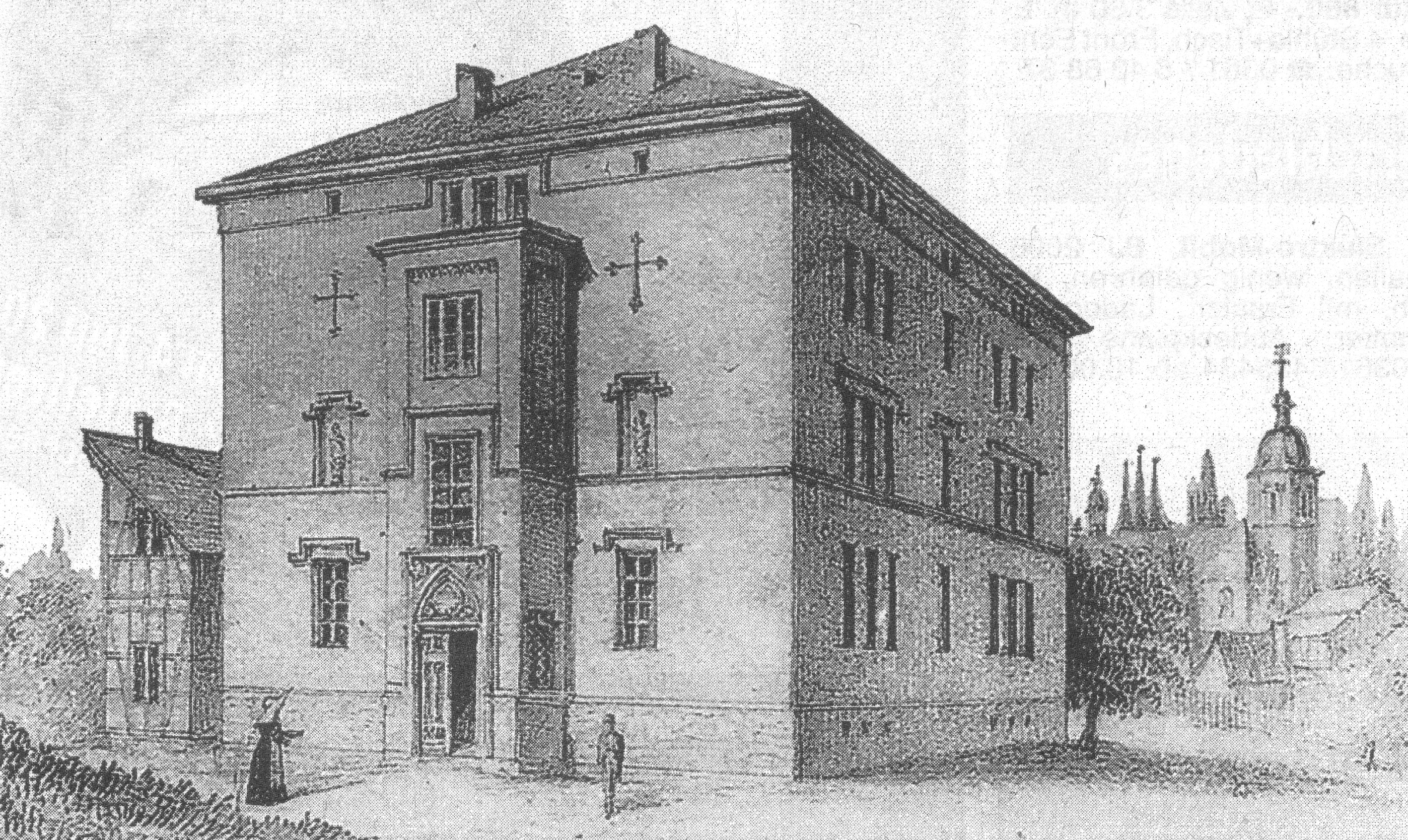
Der erste Altersheimbau in der Kartäuserstraße von 1857, das Lucius Hebel Stift

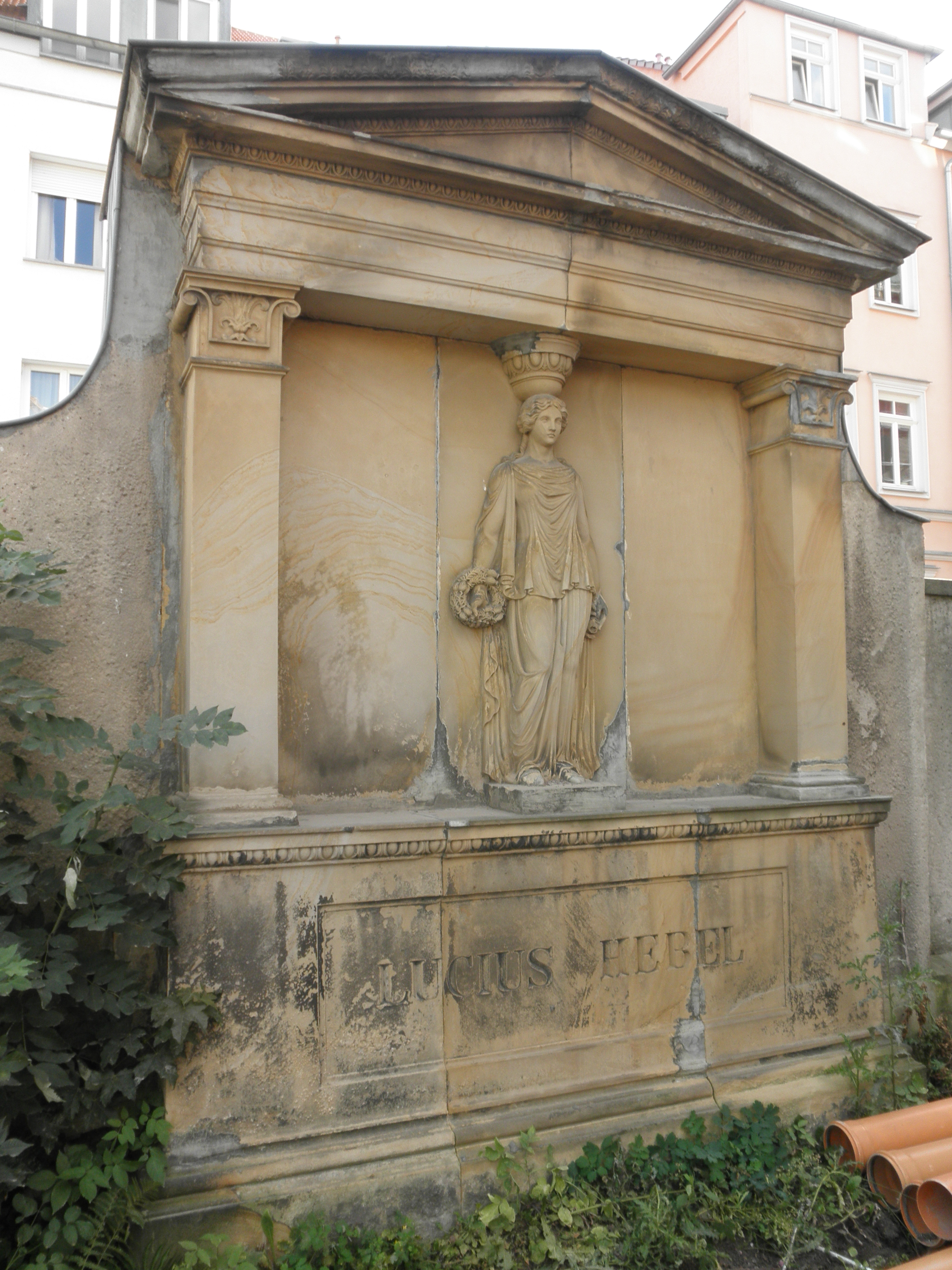
Grabmal der Stifter von Altersheim und Katholischem Krankenhaus in der Kartäuserstraße, Sebastian Lucius und seiner Frau Marianne Hebel

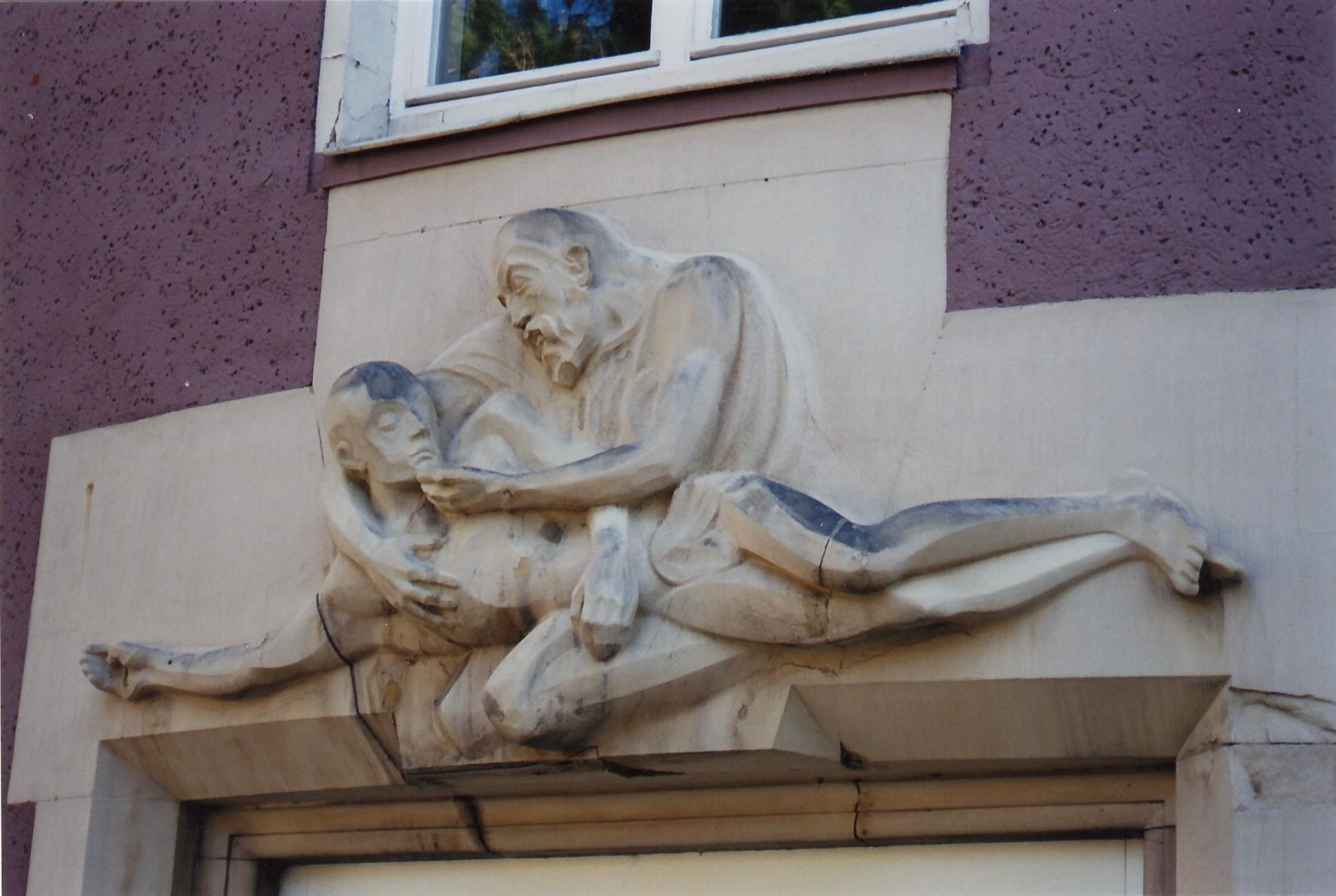
Türsturz am 1924 errichteten Treppenhausanbau: der Barmherzige Samariter

### Gründung
Der Ursprung des Krankenhauses geht zurück auf eine am 16. Juni 1735 initiierte Stiftung, die vom damaligen Domküster Johannes Konrad Würschmitt notiert wurde. Darin heißt es, dass ein „unbekannt sein wollender Freund... allhier eine Stiftung zu Trost armer Kranker und hilfloser Katholischer Menschen anzufangen Willens wäre“. Mit dem Geld wurde das Haus „Zum rothen Kreuz“ im Brühl an der Brücke der heutigen Gorkistraße über den Walkstrom zur Einrichtung des „Krankenhauses S. Joannis Nepomuceni“ erworben. Am 1. August 1736 wurde die erste Patientin aufgenommen. Die Einrichtung war über lange Zeit eine Mischung von Kranken-, Armen-, Alten- und Spinnhaus. Bis zur Mitte des 19. Jahrhunderts lag die Pflege in der Hand einer „Krankenmutter“ mit einer Magd.

### Entwicklung im 19. und frühen 20. Jahrhundert
1843 erfolgte die Gründung einer Elisabeth-Stiftung durch Erfurter Bürger, an der besonders die Familie Lucius beteiligt war, auch die Königin von Preußen stiftete zu.
1844 wurden Barmherzige Schwestern vom heiligen Vinzenz von Paul aus dem 1834 gegründeten Fuldaer Mutterhaus nach Erfurt zur Übernahme der Pflege und Wirtschaftsführung im Krankenhaus berufen. Der erfolgreiche Erfurter Unternehmer Sebastian Lucius und seine Frau Marianne, geb. Hebel, gründeten die Lucius-Hebel-Stiftung für ein katholisches Altersheim in der Kartäuserstraße. Sie schenkten aber vor allem der Katholischen Kirche mehrere Morgen Baugrund am Hopfenberg und am Kartäuserkloster („die Bleiche“), sowie 5000 Thaler für ein neues Katholisches Krankenhaus. Mehrere Angehörige der Familie Lucius, weitere Erfurter Bürger und der König von Preußen stifteten noch großzügig dazu. 1854 bis 1857 konnte nun auf dem Grundstück Kartäuserstraße 64 die vordere Hälfte des -später sogenannten- „Weißen Hauses“ errichtet werden. An dieses baute man 1868 die Kapelle an.
Ende der 1880er Jahre wurde das Haus auf die jetzige Größe gebracht. Damit bekam es eine Kapazität von 125 Betten. Später kamen Stallungen, Wirtschaftsräume, eine Wäscherei und eine Isolierbaracke hinzu. Eine große Erweiterung erfuhr der Komplex 1902, als das sogenannte „Rote Haus“ (aus Backsteinen und mit kunstvoll gestalteten Schornsteinen) mit modernen Operationssälen, mehreren 12-Betten-Zimmern, Küche und einem Saal für Krankengymnastik errichtet wurde. Die Bettenzahl wuchs auf 225. Kurz vor 1914 kam das „Graue Haus“ auf dem Gelände hinzu, das man an der Viktoria-Straße (heute Puschkin-Straße) erworben hatte.
Nach dem Ersten Weltkrieg, in dem das Krankenhaus auch als Lazarett gedient hatte, wurden 1922 die Statuten den modernen Anforderungen angepasst. 1924 erfolgte eine Neuordnung auch der baulichen Situation nach modernen hygienischen und funktionalen Erkenntnissen durch den Erfurter Architekten Karl Meinhardt. Zunächst wurde der Altbau saniert und erweitert. Eine erhebliche Herausforderung stellte der Bau eines zentralen Heizungskellers dar, da man dabei auf einen unterirdischen Arm der Gera stieß. 1925/26 wurde dann über der Heizungsanlage an der Viktoria-Straße der Neubau einer Privatklinik mit großen Balkonen vor den Zimmern errichtet. Nach Erweiterung und Umbauten verfügte das Katholische Krankenhaus Ende der 1920er Jahre über 300 Betten, erweiterungsfähig auf 350 Betten.

### Zeit des Nationalsozialismus
1934/35 wurde dann nach den modernsten hygienischen Standards und im Stil der Neuen Sachlichkeit das Isolierhaus gebaut. 1935 waren am Katholischen Krankenhaus beschäftigt: zwei Leitende Ärzte, drei Fachärzte, sechs Assistenzärzte und 48 Schwestern. Es wurde auch eine kleine Krankenpflegeschule betrieben. Im Zweiten Weltkrieg musste das Haus auch wieder die Aufgaben eines Lazaretts mit übernehmen.

### Nachkriegszeit bis zur Jahrtausendwende
Während der DDR-Zeit konnte das Haus in kirchlicher Trägerschaft verbleiben und wurde mit finanziellen Mitteln und Technik aus Westdeutschland unterstützt. So hatte das „KKH“ nicht selten modernere Geräte als die Medizinische Akademie Erfurt. Die erste Abteilung für Intensivtherapie im Bezirk Erfurt entstand am Katholischen Krankenhaus. Diese Abteilung erhielt, zusammen mit dem Operationstrakt, in den 1970er Jahren einen modernen Anbau an das Rote Haus mit westdeutscher Finanzierung. Auch SED-Politiker und Funktionäre nahmen -obwohl es ihnen von einer bestimmten Ebene an verboten war- die gute Qualität der medizinischen Versorgung und Pflege im Katholischen Krankenhaus gern in Anspruch.
Nach der Wiedervereinigung Deutschlands wurde die Stiftung „St. Johann Nepomuk“ neu ausgerichtet. Sie übernahm 1998 auch das St. Elisabeth-Krankenhaus in Lengenfeld unterm Stein, eine Fachklinik für Geriatrie mit 75 Betten und 10 tagesklinischen Plätzen. 1999 folgte die Einrichtung eines Hauses der Caritas in der Regierungsstraße 55, wo die Erfurter Regionalstelle der Caritas soziale Beratungsdienste, einen Tagestreffpunkt mit Suppenküche und Wärmestube für sozial Schwache und Obdachlose und eine Kleiderkammer anbietet.

### Nach der Jahrtausendwende

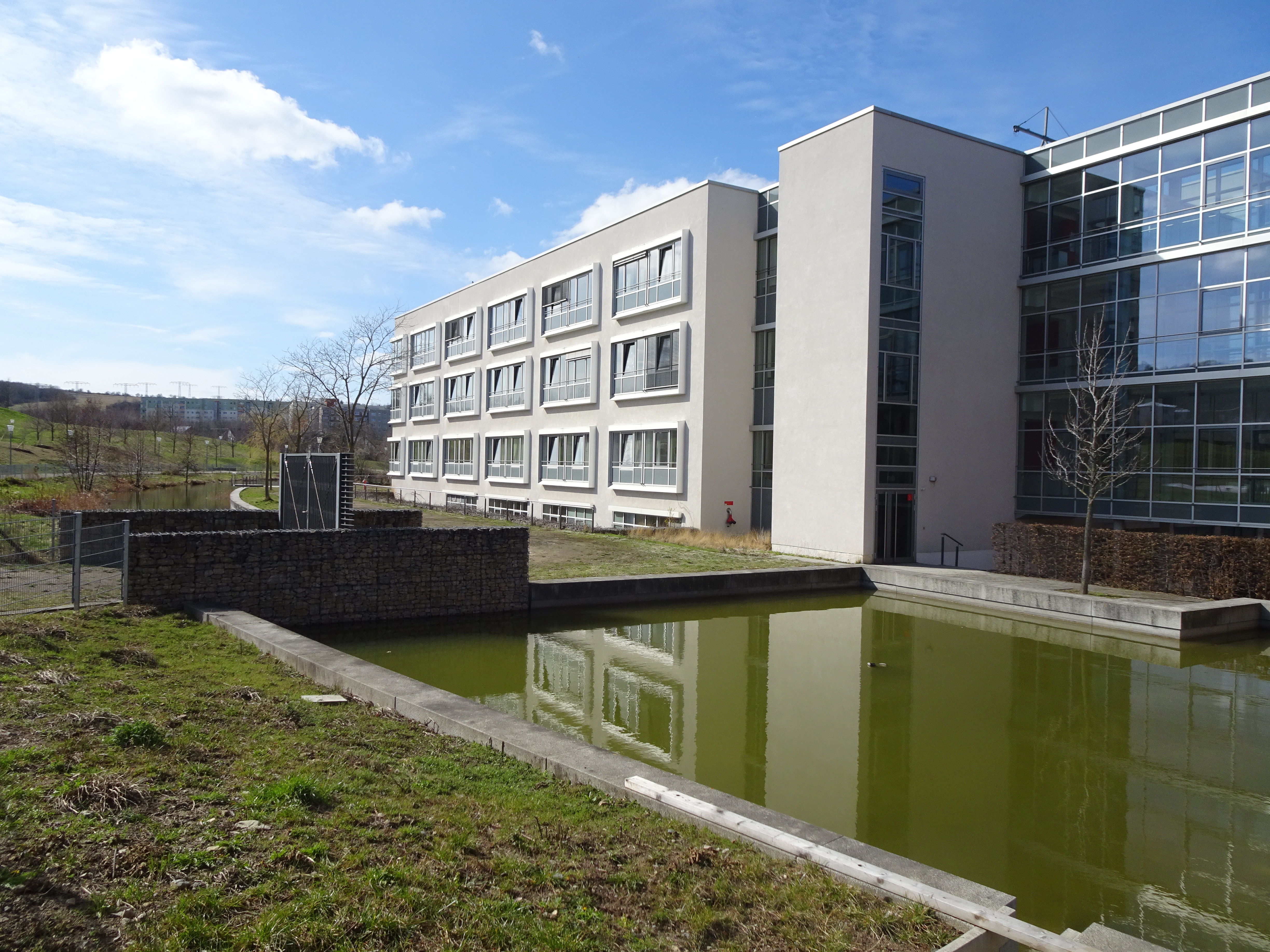
Neubau (Südseite)

Ende der 1990er Jahre wurde mit der Planung eines Neubaus mit 420 Betten und mit Krankenpflegeschule auf einem außerhalb der Innenstadt gelegenen Grundstück an der Haarbergstraße in Melchendorf begonnen. Nach einem Architektenwettbewerb erfolgte im Mai 2000 der Baubeginn nach Plänen der HDR TMK Planungsgesellschaft aus Düsseldorf. Am 6. Oktober 2000 wurde der Grundstein gelegt. Am 22. August 2003 konnte Bischof Joachim Wanke das neue Krankenhaus einweihen.
Der Neubau besteht aus zwei Bereichen: einem kompakten 3-geschossigen Riegelbau mit zurückgesetztem Technikgeschoss entlang der Haarbergstraße, der die Bettenstationen vom Straßenverkehr abschirmt, und einem kammartigen, sich zum Park hin öffnenden Bauteil für den Pflegebereich.

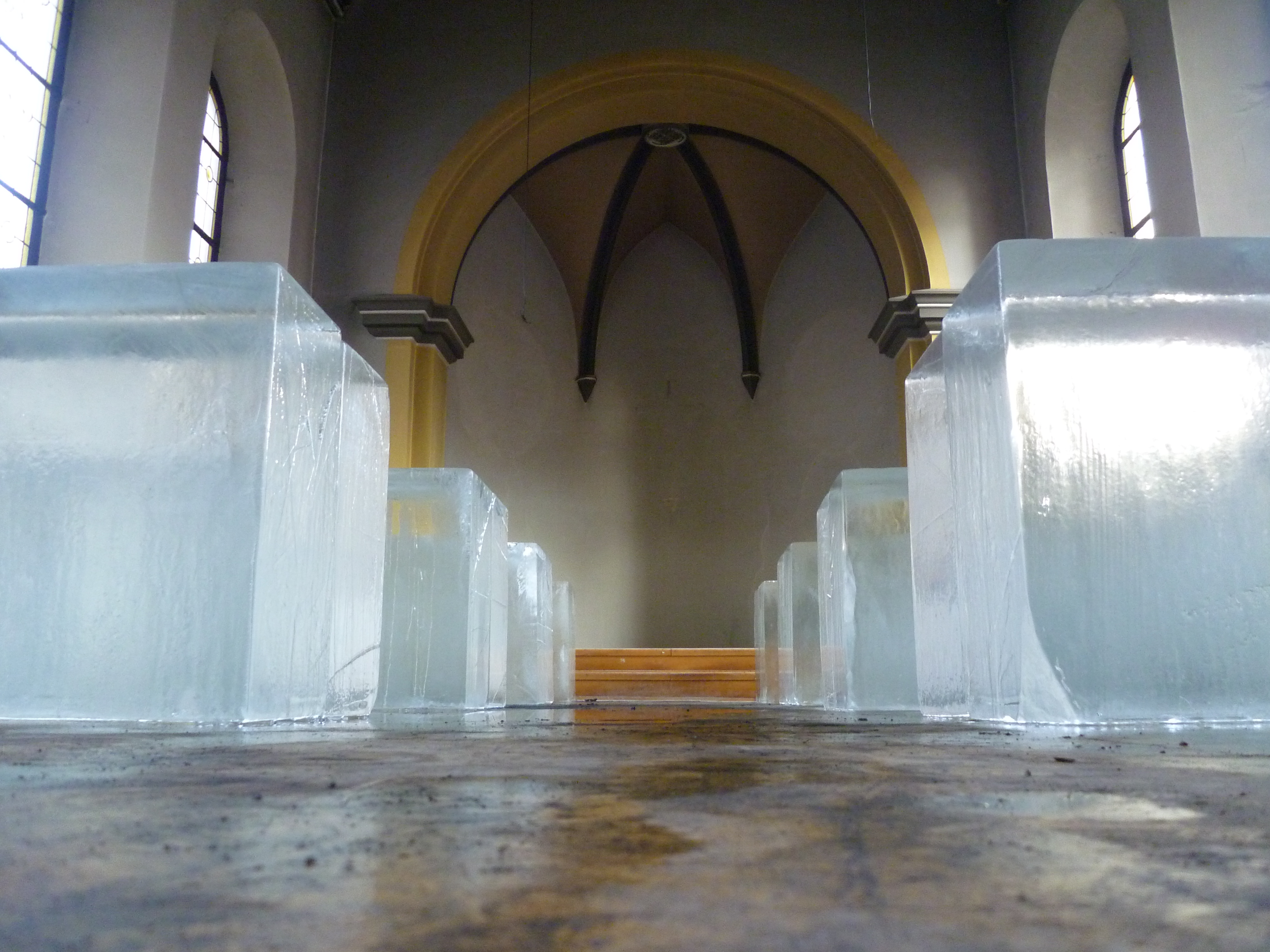
Kunstinstallation von Maren Sendrowski in der geräumten Krankenhauskapelle 2011

Für die alten Gebäude wurde nach Nachnutzungen gesucht. Nach mehreren vergeblichen Bemühungen der LEG wurde 2012 die Zukunft des ehemaligen Krankenhaus-Komplexes an der Kartäuser- und Puschkin-Straße mit verschiedenen Investoren als „Wohnpark St. Nepomuk“ gesichert. Dabei bleiben -entgegen früheren Planungen und schon erfolgten Abrissgenehmigungen durch die Stadtverwaltung- fast alle Häuser erhalten. Beseitigt wurden nur der in den 1970er Jahren entstandene große Anbau an das Rote Haus für den Operations-Trakt und die Anästhesie/Intensivtherapie sowie einige andere Gebäude ohne architektonischen Wert. Erhalten bleiben somit das "Lucius-Hebel-Stift" (von 1854/57) in der Kartäuserstraße, das „Rote Haus“ aus Backsteinen (von 1902) mit seinen charakteristischen Schornsteinen, das „Grüne Haus“ (von 1925) und das „Iso-Haus“ im Stil der Neuen Sachlichkeit (1934/35). Aus dem Grünen ist mit der Umnutzung ein „buntes“ (sechsfarbiges) Haus geworden. Dadurch haben die Skulpturen an seiner Fassade an Wirkung verloren. Diese Gebäude stehen unter Denkmalschutz. Ebenso erhalten und für Wohnzwecke innen umgebaut wurden das „Weiße Haus“ mit seinem architektonisch bemerkenswerten expressionistischen Treppenhaus und mit angebauter Kapelle und das „Graue Haus“. Neu errichtet wird nur ein Gebäude, anstelle des abgerissenen Neubaus aus den 1970er Jahren. Dazu entstehen Tiefgaragen und Grünflächen.

## Einrichtung
Zum Haus zählen folgende Fachabteilungen:
- Allgemein-, Visceral- und Gefäßchirurgie (55 Betten)
- Anästhesiologie und Intensivmedizin (10 Betten)
- Gynäkologie und Geburtshilfe (30 Betten)
- Innere Medizin, eine Abteilung mit Schwerpunkt Gastroenterologie, die andere mit Schwerpunkt Kardiologie (zusammen 146 Betten)
- Psychiatrie, Psychotherapie und Psychosomatik (100 Betten)
- Unfallchirurgie und Orthopädie (46 Betten)
- Urologie und Kinderurologie (30 Betten)

Alle Abteilungen verfügen über eine Ambulanz.